# Barcode
Pour plus de détails, voir Fiche technique et Distribution.
Barcode est un film néerlandais réalisé par Adriaan Lokman (nl), sorti en 2008.

## Fiche technique
- Titre français : Barcode
- Réalisation : Adriaan Lokman (nl)
- Pays d'origine : Pays-Bas
- Genre : animation, court métrage
- Durée : 8 minutes
- Date de sortie : 2008

## Récompenses
- Cristal du court métrage au Festival international du film d'animation d'Annecy
- Colombe d'argent au Festival international du film documentaire et du film d'animation de Leipzig
- Reconnaissance spéciale au Animafest Zagreb